# تابل وذئب
تابل وذئب (باليابانية: 狼と香辛料، بالروماجي: Ōkami to Kōshinryō) أوكامي تو كوشينريو، معنى حرفي: ذئب وتابل) هي سلسلة روايات خفيفة يابانية من تأليف إيسونا هاسيكورا ورسوم جو آياكورا، صدرت في 10 فبراير عام 2006 وتكونت من 20 مجلداً، أقتُبست إلى سلسلة مانغا صدرت في 27 سبتمبر عام 2007 حتى 27 ديسمبر عام 2017، في مجلة دينغيكي ماوه وتكونت من 16 مجلداً، أنتجت إلى أنمي تلفزيوني من قبل استوديو إيماجين، عرض في 9 يناير عام 2008 حتى 26 مارس عام 2008، وتكون من 13 حلقة، عرض الموسم الثاني من الأنمي 9 يوليو عام 2009 حتى 24 سبتمبر عام 2009، من إنتاج استوديو برينز بيس، وتكون من 12. الغربة والوحدة في السفر والترحال أقسى ما يواجه الإنسان.وخاصة إن كان في طلب العيش وهذه حال التاجر الجوال كرافت لورانس وهو يتنقل من مدينة إلى مدينة للتجارة ولا يعرف له قرار. وفي ليلة وهو يستكن للنوم على مشارف قرية في العراء أكتشف فتاة جميلة في عربته بأذني وذيل ذئب. وإسمها هولو .فأتفقوا بأن ترافقه في سفره على أن تغنيه وتثريه بما أنها كانت حاكمة ومسيطرة على محاصيل القمح وفي وفرتها.

## الشخصيات

### الشخصيات الرئيسية
- كرافت لورانس (Kraft Lawrence) - بطل، لورانس هو تاجر السفر.

- هولو (Holo) - بطلة، هولو هي إلاهة حصاد الذئب أصلا من المكان الشمالي «يويتسو».

### شخصيات أخرى
- يارَي (Yarei)

- كلوي (Chloe)

- نورا أرينت (Norah Arendt)

- فيرمي أماتي (Fermi Amati)

- ديان (ديانا)روبِنس (Dian "Diana" Rubens)

- مارك كول (Mark Cole)

- إيف بولاند (Eve Boland)

## وصلات خارجية
- تابل وذئب على موقع ميوزك برينز (الإنجليزية)
- تابل وذئب على موقع ميوزك برينز (الإنجليزية)
- تابل وذئب على موقع ANN manga (الإنجليزية)
- | - ع - ن - ت أعمال استديو برينز بيس | - ع - ن - ت أعمال استديو برينز بيس                                                                                                                                                                                                                                                                                                                 |
| ---------------------------------- | --- |
| مسلسلات                            | - بلاستر (2003 بالتعاون مع آكتيس) - الزهرة البريئة (2006) - باكانو! (2007) - كوريناي (2008) - ناتسومي وكتاب الأصدقاء (2008) - كوريناي (2008) - تابل وذئب (2009) - دورارارا!! (2010) - أميرة القناديل (2010) - أمنسيا (2013) - صراع الإخوة (2013) - كوميديا رومانسية شبابي خاطئة كما توقعت (2013) - أصدقاء لأسبوع واحد (2014) - ضوضاء مجهولة (2017) |
| أوفا                               | - كيمي غا نوزومو آين (2007–2008) - كوريناي (2010) - فصل الاغتيال (2013) - كوميديا رومانسية شبابي خاطئة كما توقعت (2013) - ناتسومي وكتاب الأصدقاء (2014) |
| أفلام                              | - في غابة اليراعات المضيئة (2011) |
| تصنيف                              | |
- تابل وذئب في قاعدة بيانات الرواية المرئية
- تابل وذئب في قاعدة بيانات الرواية المرئية